# Giorgio Finamore

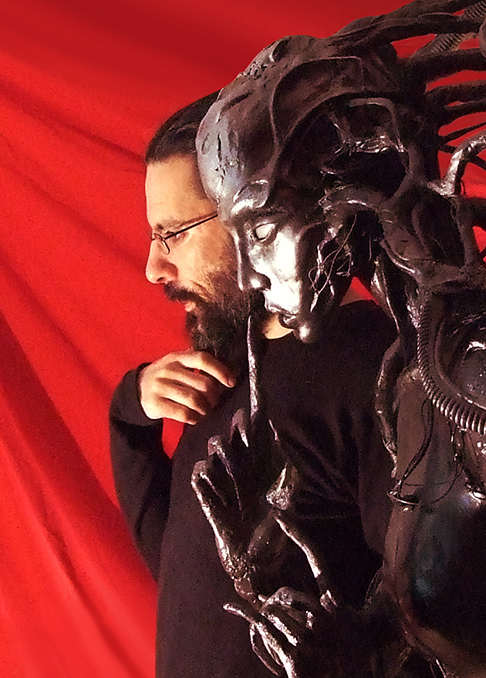
Giorgio Finamore e la sua scultura Silentium, nel suo studio (2015)

Giorgio Finamore (Venezia, 19 luglio 1975) è un illustratore e grafico italiano.

## Biografia
Diplomato in Scenografia presso l'Accademia di Belle Arti di Venezia nel 2002. 
Dagli Anni Novanta si dedica ad una serie di illustrazioni definita Gotico Postmoderno, una riflessione personale sulla fantascienza e l'horror, ispirata inizialmente dalle opere di Hans Ruedi Giger e focalizzata sul rapporto e la simbiosi uomo-macchina. Le sue tecniche sono il disegno a mano libera (soprattutto a penna biro), la pittura digitale (mista talvolta anche alla fotografia), e la scultura (modellazione in argilla e innesti con materiali di riciclo). 
Nel 2012 viene pubblicato da Logos Edizioni il suo libro illustrato Biomechanical Circus, che viene presentato, con esposizione delle opere originali, a Venezia, Padova, Roma, LuccaComics. Lavora anche come graphic designer, soprattutto con l'etichetta discografica veneziana Caligola Records, realizzando artworks per innumerevoli copertine di dischi, per musicisti jazz italiani ed internazionali, tra cui Anthony Braxton, Marco Tamburini, Jean-Philippe Rykiel, Baba Sissoko, Ares Tavolazzi. Nel 2015 e nel 2017 realizza i manifesti illustrati per due commedie di Natalino Balasso, prodotte dal Teatro Stabile del Veneto. 
È attivo come book cover artist (narrativa, saggistica) soprattutto con la casa editrice Weird Book di Roma. Nel 2017 esce il libro Movieman, un romanzo illustrato in collaborazione con Alberto Lavoradori. Nel 2018 collabora con Joe Lansdale, per la versione illustrata del suo racconto Christmas with the Dead (Edizione italiana - Weird Book). Nel 2020 realizza la copertina per Rob Zombie - Il circo degli orrori (Weird Book) in collaborazione con lo stesso Rob Zombie. Nel 2022 collabora con la scrittrice neozelandese Lee Murray realizzando la cover art per il suo romanzo Grotesque (Weird Book). Ha realizzato copertine illustrate per i libri di Danilo Arona, L'estate di Montebuio, Montebuio (il ritorno), The Birds - Il soprannaturale secondo Hitchcock.
Tra le esposizioni personali più importanti: 
- Mogliano Veneto, Treviso, 1998, Fughe psichiche di fine secolo, curata da Pino Maiocco, presso La Lampada.
- Bologna, 2008, Giorgio Finamore - Il mondo oscuro presso Estragon.[8]
- Città del Messico, 2011, El juego de la vida, curata da Jaime Razzo.[9]
- Roma, 2014, Giorgio Finamore - Biomechanical Circus a cura di Rossana Calbi.[10]
- Treviso, 2015, Giorgio e Angelo Finamore, curata da Subsculture Arts[11].
- Monselice (Padova), 2018, Giorgio Finamore Corpus Domina presso Villa Pisani, curata da Fabio Gemo e Etnodramma.[12]
- Santiago del Cile, 2019, Giorgio Finamore - El Mundo Oscuro, curata da Gustavo Valdivia e Santiago Horror Film Festival.[13]
- Brasov, Romania, 2022, Postmodern Gothic Art Exhibition a cura di Dracula Film Festival.[14]
- Timisoara, Romania, 2023, Postmodern Gothic Art Exhibition a cura di Ioan Big, Associazione Fanzin, Dracula Film Festival.[15]

## Opere
- Biomechanical Circus, libro illustrato (Logos Edizioni, 2012).
- Inner Oz - Dorothy's Nightmare, libro illustrato (Dark Rainbow, 2016).
- Movieman in collaborazione con Alberto Lavoradori, romanzo illustrato (Weird Book, 2017).
- Joe R. Lansdale - Christmas with the Dead, romanzo illustrato (Weird Book, 2018).
- I dossier di Maxtor - Vita e cronoviaggi di un cybercane nel Pluritempo, a cura di Dusty Eye, romanzo illustrato (Moscabianca Edizioni, 2024).

## Riconoscimenti
Primo Premio Concorso All'Inferno presieduto da Altan (Oderzo 2011).
Primo Premio per il Miglior Manifesto, realizzato per il Dracula Film Festival (Brasov, Romania, 2022)